# Million Dollar Baby (canción de Tommy Richman)
«Million Dollar Baby» es una canción del cantante y rapero estadounidense Tommy Richman. Fue lanzada el 26 de abril de 2024 a través de ISO Supremacy y Pulse Records. Fue escrita por Richman y producida por Max Vossberg, Jonah Roy, Mannyvelli, Sparkheem y Kavi.
Sin antecedentes de algún éxito comercial, Richman reveló fragmentos de la canción en TikTok. Gracias a ello, «Million Dollar Baby» obtuvo un éxito comercial inmediato, convirtiéndose en el primer éxito de su carrera. «Million Dollar Baby» debutó en el puesto número dos en el Billboard Hot 100. Fuera de los Estados Unidos, encabezó las listas de Australia y Nueva Zelanda, y alcanzó su punto máximo entre los diez primeros en muchos otros países, como Austria, Canadá, Dinamarca, Irlanda, Portugal y el Reino Unido. Los críticos elogiaron la canción por su sonido único y pegadizo y la voz de Richman; algunos la consideraron una candidata inminente a canción del verano .

## Antecedentes
Después de mudarse de su ciudad natal de Woodbridge, Virginia, a Los Ángeles en 2022, Richman rápidamente llamó la atención por su "estilo de producción particular" sin limitarse a "estereotipos del género". En 2023, fue reconocido por el músico Brent Faiyaz quién lo llevó como telonero para su gira F*ck the World, consiguiendo que sea reconocido por un público más amplio. Tras su primeros conciertos, Richman firmó con el sello ISO Supremacy de Faiyaz a través de una empresa conjunta con Pulse Records, siendo su primera firma.
Después de una serie de lanzar varios sencillos bajo dicho sello, Richman comenzó a promocionar «Million Dollar Baby» en sus redes sociales el 22 de abril de 2024 y publicó imágenes de las sesiones de grabación utilizando un "estilo de VHS". El fragmento generó más de 9,5 millones de visitas en TikTok en menos de una semana y ayudó a darle un "debut explosivo".  Richman describió el sonido como "digerible y tolerable". Su objetivo era "hacer cosas interesantes para la gente" y para él.  Después del lanzamiento, la canción recibió enorme popularidad en la plataforma. Forbes informó que se había convertido en la banda sonora de varias tendencias, incluido un baile, "videos de transición de graduación" y formó parte del "The Black wife/girlfriend effect"; videos de Mujeres negras mostrando cómo ha evolucionado el estilo de sus parejas desde el inicio de sus relaciones". 

## Composición
«Million Dollar Baby» es una canción con "influencias en el funk", R&B sobre una base de trap sureño, sintetizadores y un sonido psicodélico. Presenta líneas de sintetizador entrecortadas, una línea de bajo "ridículamente vivaz" y percusión característica del trap; La voz multifacética de Richman va desde un "canto bajo" hasta un "falsete altísimo".  El tema consta de un verso y dos estribillos y está en clave de fa sostenido menor con un tempo de 137 BPM.  El artista también lanzó una mezcla "VHS" de la canción, emulando la mezcla del fragmento publicado en TikTok, que presenta un "bajo más potente". 

## Recepción

### Comercial
«Million Dollar Baby» se convirtió en el gran suceso comercial de Tommy Richman y se volvió inmensamente popular en las plataformas de streaming. Billboard informó que la canción había obtenido 4,6 millones de "reproducciones bajo demanda en EE. UU." el día de su lanzamiento. En la lista del 11 de mayo de 2024, la canción debutó en el número 2 del Billboard Hot 100, con 38 millones de reproducciones, 302.000 en audiencia de radio y 4.000 vendidos", detrás de «Fortnight» de Taylor Swift y Post Malone. Esta se convirtió en su primera entrada, estableciendo un récord como el debut más alto de un artista sin historia previa en la lista desde «Rich Men North of Richmond» de Oliver Anthony Music el año anterior.
También tuvo mucho éxito a nivel mundial, ubicándose entre los primeros cinco puestos en varios países. La canción alcanzó el número uno en Nueva Zelanda y Australia,el número dos en Letonia; número tres en el Reino Unido y Canadá; el número cuatro en Lituania; y el número cinco en Irlanda.Billboard también informó que, tras el éxito de la canción, el resto del catálogo de Richman había recibido una "ganancia del 106%" en las transmisiones en EE. UU. (en la semana de seguimiento del 26 al 29 de abril).

### Crítica
La canción recibió elogios de la crítica. Jordan Rose de Complex la calificó como un contendiente para ser la canción de verano, mientras Richman ofrece su "canción más eléctrica hasta ahora".Eric Skelton, de la misma publicación, elogió su concisa plenitud, explicando su sentimientos como si fuera un "postre para la cena"; también destacó la versatilidad y producción de la voz de Richman, comentando que "el cantante de Virginia superpone su propia voz... de una manera entrañablemente autoindulgente".  Asimismo, Carl Lamarre de Billboard también pensó que es una candidata seria a ser la canción del verano con su "sonido funky" y sus "riffs vocales perfectos". Lamarre continuó elogiando la pista por su "gancho pegajoso" y "un bajo innegable".Robin Murray de Clash lo elogió mucho por "un gancho ridículamente pegadizo, un ritmo efervescente y algunos de los compases más pegadizos de Tommy". 
Gabriel Bras Nevares para HotNewHipHop destacó la "mezcla creativa de trap clásico sureño" y una vocales "melodiosas". Bras Nevares pensó que la canción era el "punto de ebullición" de la "acumulación constante" que Richman había experimentado hasta ese momento, mientras encontraba una manera de "capitalizar" los mejores aspectos de su "estilo único". El escritor lo describió como una "mezcla extraña" entre un sonido "pesado" y "sofisticado".  Katherine St. Asaph de Stereogum elogió "el falsete de Richman, el cencerro de Jimmy Jam y Terry Lewis, y el elegante funk [de la canción] con enorme potencial para ser un himno veraniego". 